# Jipsingboertange
Jipsingboertange (52° 58′ N, 7° 06′ L) é uma cidade dos Países Baixos, na província de Groninga. Jipsingboertange pertence ao município de Westerwolde, e está situada a 25 km, a nordeste de Emmen.
Em 2001, a cidade de Jipsingboertange tinha 123 habitantes. A área urbana da cidade é de 0.11 km², e tem 47 residências. 
A área de Jipsingboertange, que também inclui as partes periféricas da cidade, bem como a zona rural circundante, tem uma população estimada em 180 habitantes.